# Івахно Максим Юрійович
Макси́м Ю́рійович Івахно́ (нар. 17 лютого 2000) — український футболіст, півзахисник.

## Клубна кар'єра
Вихованець харківського «Металіста». У 2016 році перейшов до структури «Шахтар» (Д). У сезоні 2017/18 років виступав за «Шахтар U-19», з яким став срібним призером юніорського чемпіонату України. Того ж сезону перебував у заявці донецького клубу на юнацьку лігу УЄФА, проте не зіграв у ньому жодного матчу.
Напередодні старту сезону 2019/20 років опинився в «Олександрії». Проте через величезну конкуренцію в першій команді виступав за молодіжний склад. У складі головної команди олександрійців дебютував 25 вересня 2019 року в переможному (1:0) виїзному поєдинку 3-го кваліфікаційного раунду Кубку України проти вишгородського «Діназу». Максим вийшов на поле на 82-й хвилині, замінивши Дениса Устименка.

## Кар'єра в збірній
Викликався до складу юнацької збірної України (U-17).

## Досягнення
«Шахтар» (Донецьк)
- Юніорський чемпіонат України
  -  Срібний призер (1): 2017/18